# David Proctor
David Proctor est un footballeur écossais né le 4 mai 1984 à Bellshill. Il est ailier droit ou arrière droit.

## Palmarès
Inverness Caledonian Thistle
- Division One
  - Champion (2) : 2004, 2010

- Scottish Challenge Cup
  - Vainqueur (1) : 2004